# إليان بروم
إليان بروم (بالإنجليزية: Eliane Brum) (23 مايو 1966 في البرازيل)؛ صحفية، كاتِبة وروائية برازيلية.

## روابط خارجية
- إليان بروم على موقع IMDb (الإنجليزية)
- إليان بروم على موقع قاعدة بيانات الفيلم (الإنجليزية)